# Agínskoye
Agínskoye (del ru: Аги́нское) es una Posiolоk del krai de Zabaikalie, Rusia. Ubicada en la cuenca del río Amur. Fundada en 1811.